# عشق عاشقانه
عشق عاشقانه (به هندی: Ishq Vishk) فیلمی است محصول سال ۲۰۰۳ و به کارگردانی کن گوش است. در این فیلم بازیگرانی همچون شاهد کاپور، آمریتا رایو، شناز تراسوری، ساتیش شاه، نیلیما عظیم ایفای نقش کرده‌اند.

## بازیگران
- شاهد کاپور در نقش راجیو ماتور
- آمریتا رایو در نقش پایال مهرا
- شناز تراسوری در نقش آلیشاه ساهای[۱]
- یاش تونک در نقش راکی
- ساتیش شاه در نقش آقای ویکاس ماتور
- ویشال مالهوترا در نقش مامبو
- اوپسانا سینگ در نقش کاملابای
- نیلیما عظیم در نقش خانم عایشه ماتور
- ویوک واسوانی در نقش استاد
- امونگ کومار در نقش میزبان
- آنانگ دسای در نقش پدر پایال
- کاپیل جاوری در نقش جاوید
- دیپتی گوجرال در نقش دالی